# Nipper

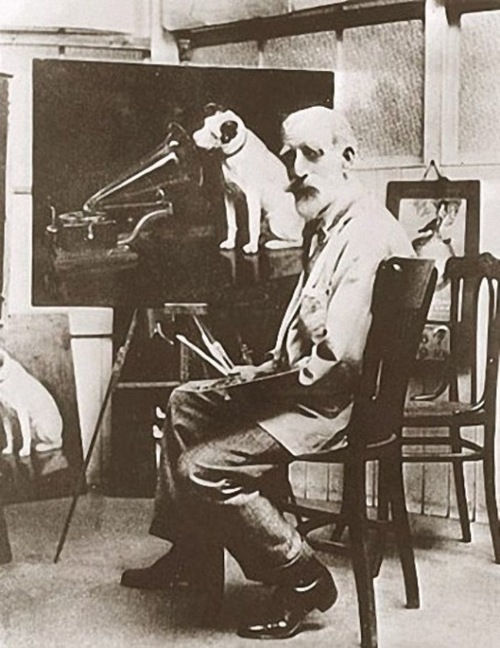
Francis Barraud pintando

Nipper (1884 - septiembre de 1895) fue un perro de Brístol, Inglaterra, que sirvió como modelo para una pintura de Francis Barraud titulada "La voz de su amo". Esta imagen fue la base de una de las marcas comerciales más conocidas del mundo, el famoso perro junto a un gramófono que fue utilizado por varias compañías discográficas y sus marcas asociadas, incluida Berliner Gramophone y sus diversas filiales y sucesoras, como la filial alemana de Berlín Deutsche Grammophon.; el sucesor estadounidense de Berliner, Victor Talking Machine Co. (más tarde conocida como RCA Victor y luego RCA Records); Zonophone, la filial británica de Berliner (y más tarde de Victor); Gramophone Co. Ltd. (informalmente conocida como His Master's Voice) y sus sucesoras EMI y HMV Retail Ltd.; la filial alemana de Gramophone Co., Electrola; y la una vez filial de Victor, la Japan Victor Company (JVC). 

## Biografía
Nipper nació en 1884 en Brístol, Inglaterra, y murió en septiembre de 1895. Era un perro mestizo, tal vez una mezcla con algo de Jack Russell terrier, aunque algunas fuentes sugieren que era un fox terrier de pelo liso, o un "cruce de Bull terrier". Se le puso el nombre de Nipper porque "pellizcaba" la parte posterior de las piernas de los visitantes.
Originalmente vivía con su dueño, Mark Henry Barraud, en el Prince's Theatre, donde Barraud era diseñador de escenarios Cuando Barraud murió en 1887, sus hermanos Philip y Francis se hicieron cargo del perro. Posteriormente, Francis lo llevó a Liverpool, y luego se lo entregó a la viuda de Mark en Kingston-upon-Thames, Surrey. Nipper murió por causas naturales en 1895 y fue enterrado en Kingston upon Thames en Clarence Street, en un pequeño parque rodeado de magnolios. Con el paso del tiempo se fue edificando en la zona, y actualmente una sucursal del Lloyds Bank ocupa aquel lugar. En la pared del banco, justo dentro de la entrada, una placa de bronce conmemora al terrier que se encuentra debajo del edificio. 
El 10 de marzo de 2010, un pequeño camino cerca del lugar de descanso del perro en Kingston upon Thames fue nombrado Nipper Alley en conmemoración del antiguo residente del pueblo.

## Icono publicitario
En 1898, tres años después de la muerte de Nipper, Francis Barraud, su último amo y hermano de su primer dueño, pintó una imagen de Nipper escuchando atentamente un fonógrafo de cilindro Edison-Bell. Pensando que la compañía Edison-Bell ubicada en Nueva Jersey, EE. UU., podría encontrarla útil, se la ofreció a James E. Hough, quien rápidamente respondió: "Los perros no escuchan los fonógrafos". El 31 de mayo de 1899, Barraud fue a las oficinas de Maiden Lane de The Gramophone Company con la intención de pedir prestado una bocina de latón para reemplazar a la bocina de color negro originalmente en la pintura. El gerente William Barry Owen sugirió que si el artista reemplazara la máquina por un gramófono de discos Berliner, compraría la pintura. La imagen se convirtió en la exitosa marca registrada de los sellos discográficos Victor y HMV, las tiendas de música HMV y la Radio Corporation of America, después de la adquisición de la compañía Victor en 1929. La marca fue registrada por Berliner para su uso en los Estados Unidos el 10 de julio de 1900. (Véase La voz de su amo para obtener una historia completa de las marcas basadas en Nipper). 

Es difícil decir cómo se me ocurrió la idea más allá del hecho de que de repente me pareció que hacer que mi perro escuchara el fonógrafo, con una expresión inteligente y bastante perpleja, y llamarlo 'La voz de su amo' sería un excelente tema. Teníamos un fonógrafo y a menudo me di cuenta de lo perplejo que estaba al ver de dónde venía la voz. Ciertamente fue el pensamiento más feliz que he tenido.
Francis Barraud

El eslogan "His Master's Voice", junto con la pintura, se vendió a The Gramophone Company por 100 libras (unas 11511 libras hoy en día): la mitad por los derechos de autor y la otra mitad por la pintura en sí misma. La pintura al óleo original estuvo colgada durante muchos años en la sala de juntas de EMI en Hayes, Middlesex.

## Variaciones del logo
|  |  |  |

## Legado

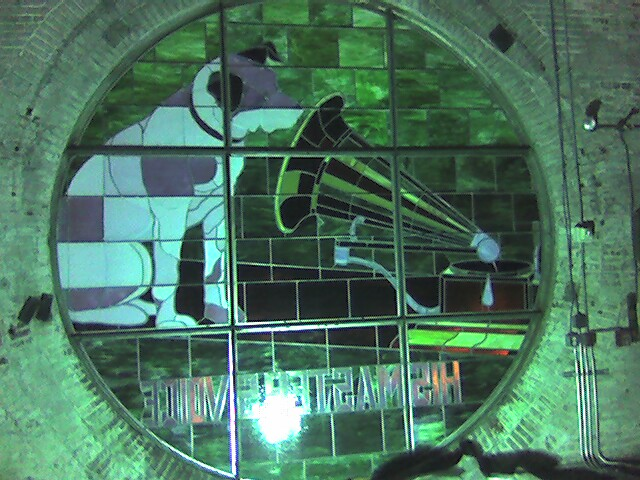
Una de las cuatro vidrieras de Nipper sobre el "Edificio Nipper", el antiguo RCA Victor Building 17 en Camden, Nueva Jersey. Esta foto, tomada desde el interior de la torre, muestra el reemplazo en 2003 del reemplazo en 1979 de la vidriera original de 1915

La imagen icónica de un perro de raza terrier, Nipper, mirando un fonógrafo se convirtió en un símbolo internacional de calidad y excelencia para la empresa Victor Talking Machine. Nipper se hizo muy conocido a través de las marcas; incluso se hizo revivir su imagen mediante un perro parecido para aparecer en anuncios de televisión con su "hijo", un cachorro llamado Chipper que fue agregado a la familia RCA en 1991. Perros reales siguen desempeñando los papeles de Nipper y Chipper, pero Chipper tiene que ser reemplazado con mucha más frecuencia, ya que su personaje es un cachorro. 
Nipper continúa siendo la mascota de las tiendas HMV en países donde el minorista de entretenimiento tiene los derechos sobre él. Tanto RCA Records como EMI han reducido el uso de Nipper en el mercado mundial de la música debido a la propiedad fragmentada de la marca registrada. 
Victor Company of Japan (JVC) también utiliza el logotipo dentro de Japón, que incluye el eslogan "His Master's Voice". 
Se puede ver un enorme Nipper de cuatro toneladas en el techo del antiguo edificio RTA (antiguo distribuidor RCA) ahora propiedad de Arnoff Moving & Storage, ubicado en el 991 de Broadway en Albany, Nueva York. Jim Wells compró un segundo ejemplar, un poco más pequeño, propiedad de RCA en Baltimore por un dólar. Después de pasar muchos años en propiedades privadas como Nipper Park (Merrifield, Virginia), encaramado sobre la Lee Highway (Ruta 29 de EE. UU.), fue devuelto a Baltimore, Maryland, donde originalmente adornaba el antiguo edificio RCA en Russell Street. Nipper ahora se encuentra en la cima del edificio de la Sociedad Histórica de Maryland en Park Avenue y West Center Street, en Baltimore. Aunque más pequeño que el Nipper de Albany, el de Baltimore incluye un gramófono para que Nipper lo escuche. El Nipper de Baltimore se salvó de la destrucción cuando el sitio en Virginia donde permaneció por un tiempo, se vendió a promotores inmobiliarios. Actualmente, en aquel lugar se construyeron un grupo de casas adosadas, y la calle que conduce a la nueva urbanización se llama, precisamente, Nipper Way.
Se puede ver una pequeña estatua de Nipper encaramada sobre una puerta en el Merchant Venturers Building en la esquina de Park Row y Woodland Road en Bristol; Este edificio, parte de la Universidad de Bristol, se encuentra cerca del sitio del antiguo Teatro del Príncipe. 

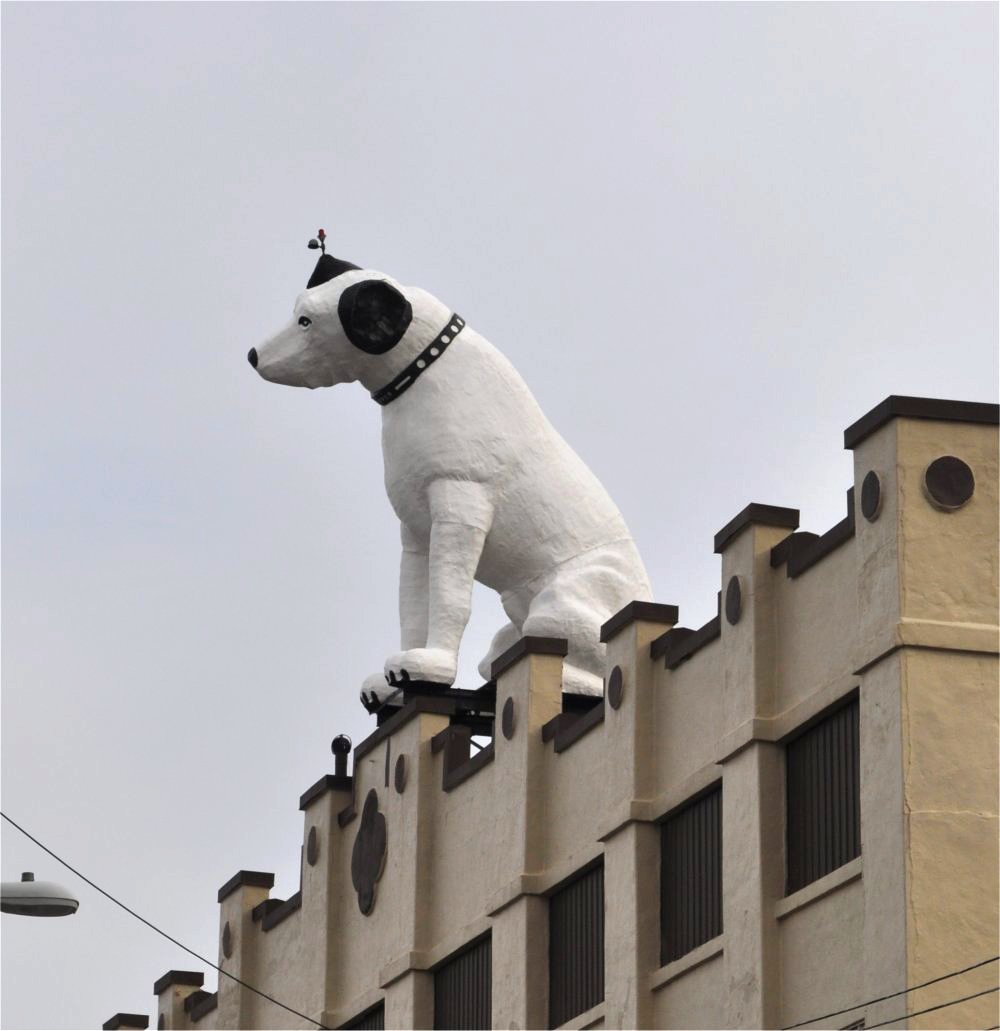
RCA Nipper encima del antiguo edificio RCA, Broadway, Albany, Nueva York

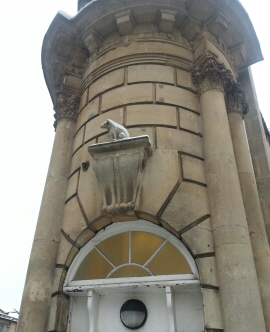
Nipper sobre una puerta del edificio Merchant Venturers en Bristol

Una figura de tamaño natural de Nipper aparece en el video musical de la canción de Cyndi Lauper "Time After Time". 
En mayo de 2017, la ciudad de Albany celebró un concurso para que varios grupos o artistas presentaran diseños para estatuas creativas y pintadas de Nipper, que se colocaron por toda la ciudad. Diez de los concursantes fueron elegidos para crear 10 estatuas de Nipper, que se exhibieron durante un año y luego se subastaron con el fin de recaudar fondos para obras de caridad.